# Sarymojyn
Sarymojyn (kaz.: Сарымойын; ros. Сарымоин, Sarymoin) – bezodpływowe, słone jezioro w północno-zachodnim Kazachstanie, w centralnej części Bramy Turgajskiej. Powierzchnia – 126 km² (wysoce zmienna, głębokość również). Reżim śnieżny.